# Peterbilt
 (septembre 2016).

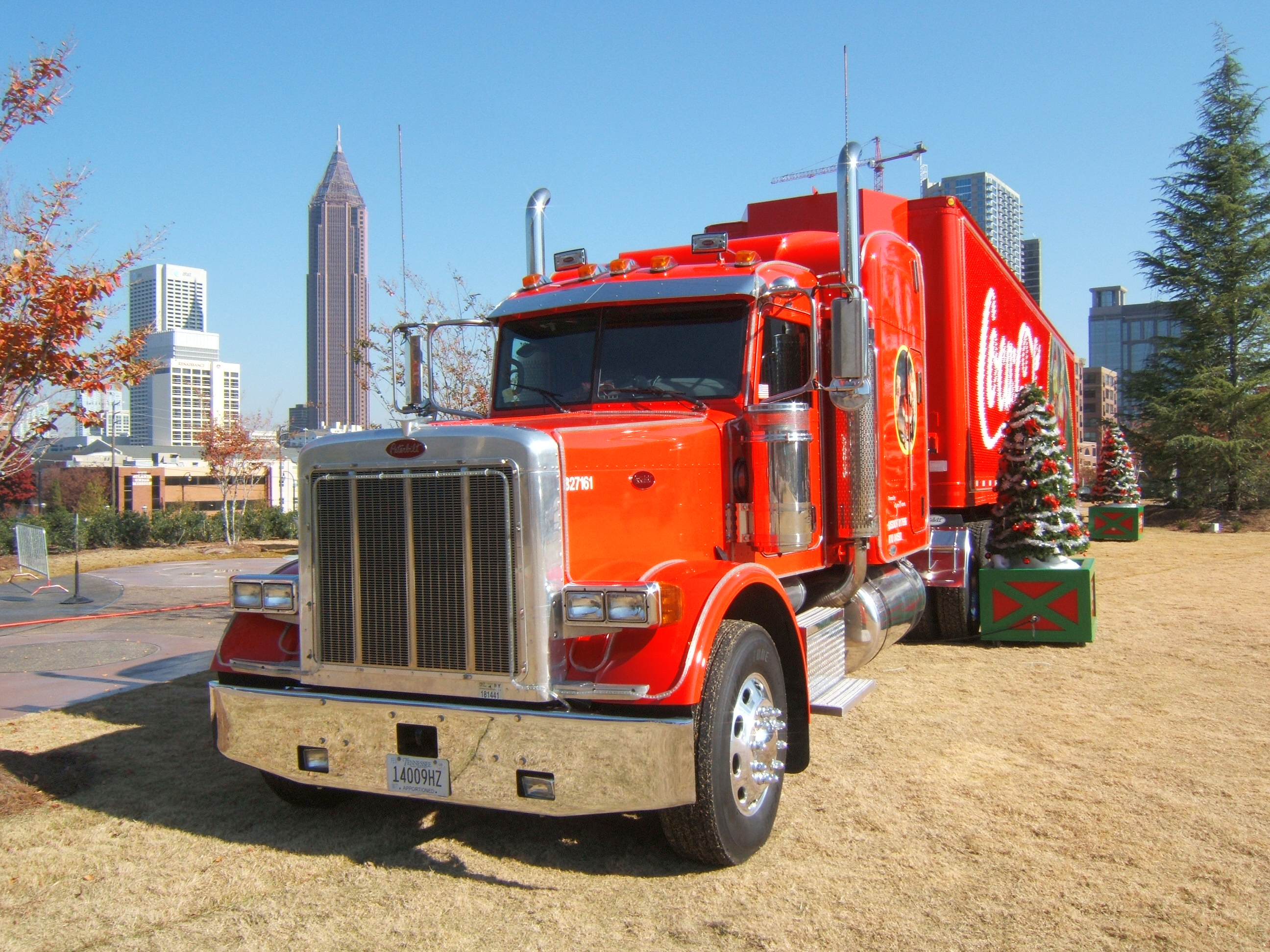
Camion Peterbilt de la compagnie Coca-Cola stationné à Atlanta.

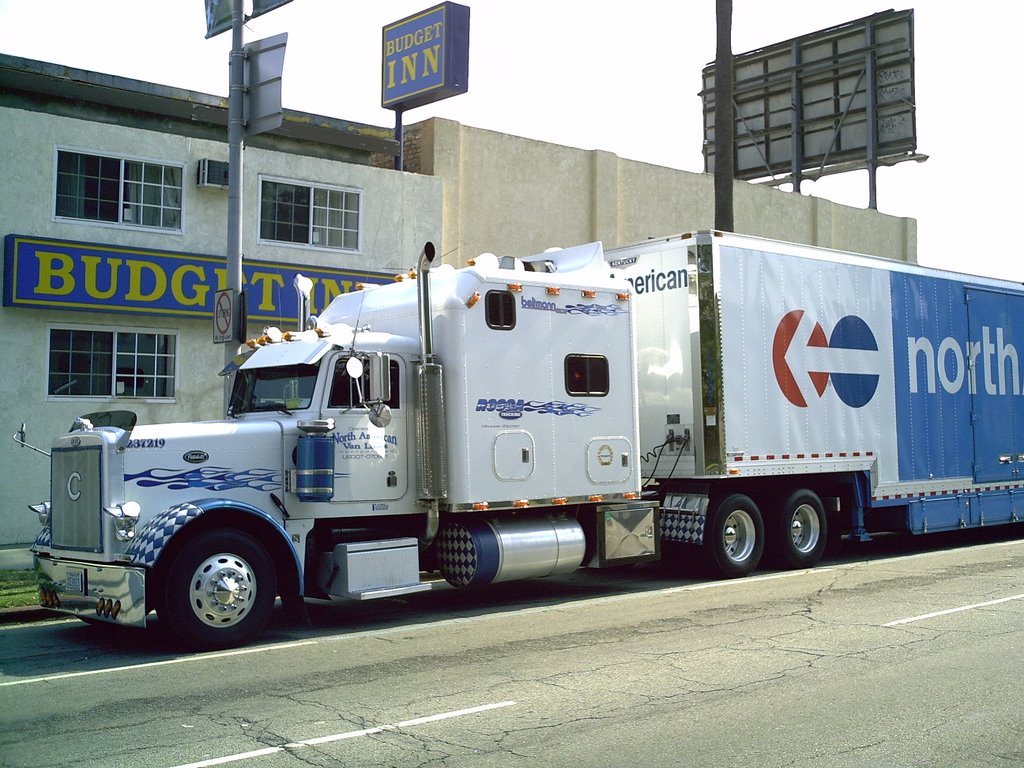
Peterbilt dans Hollywood.

Peterbilt Motors est une société américaine, filiale de Paccar, constructeur de camions. Son siège social se trouve à Denton au Texas.

## Histoire
Au début du XXe siècle, Teodore Alfred Peterman, chef d'une entreprise de contreplaqué basée à Tacoma, Washington, est aux prises avec un problème logistique de rapidité et d'efficacité de transport de troncs d'arbres de la forêt où ils ont été abattus jusqu'à la scierie où ils sont débités. La méthode traditionnelle consistant à laisser flotter les troncs sur le courant d'une rivière n'étant plus suffisamment rapide pour les besoins modernes. L'idée de Peterman est alors d'utiliser la technologie automobile naissante pour développer des camions permettant d'assurer les transports. Dans ce but, il achète et remet en état plusieurs camions militaires, améliorant leur technologie au fur et à mesure de ses essais et de ses besoins.
En 1938, pour répondre à ses exigences d'un châssis spécifique pour les camions, Peterman prend le contrôle de l'usine et des droits de fabrication de Fageol 
d'Oakland (fabricant de bus), tandis que le réseau de distribution allait à Sterling Trucks. Fageol était alors à vendre depuis 1932, mais la Grande Dépression de 1929, avait réduit la valeur de cette entreprise à pratiquement rien. Peterman put ainsi l'acquérir pour une somme raisonnable et commence à produire des camions avec une transmission par chaîne pour son seul usage puis, dès 1939, pour des acheteurs intéressés. Ce qui permit aussi d'utiliser les surplus de bois de sa scierie pour équiper les cabines des véhicules avec; un tableau de bord, un volant, des vide-poches de portières, des armoires de rangements. Aujourd'hui ces accessoires sont très recherchés auprès des chauffeurs-propriétaires. Les camions Fageol avaient reçu le surnom de (Bill-Built) d'après l'ancien président de la société W.H. Bill, Peterman renomme la compagnie Peterbilt. En 1940, ce sont 82 camions du modèle 339 qui sont produits pour les besoins de l'entreprise et quelques clients dans l'ouest américain. Aussi lors de la Seconde Guerre mondiale, la firme fournit des véhicules à l'armée américaine.
Lorsque Theodore Alfred Peterman meurt en 1945, sa femme Ida vend la compagnie (sauf le terrain sur lequel elle se trouve) à sept employés de la direction qui vont la transformer en une vraie fabrique de poids lourds. En 1958, Ida Peterman informe de sa décision de vendre le terrain pour y construire un centre commercial. Les actionnaires, peu désireux de financer la construction d'une nouvelle usine, vendent alors la société à Paccar (Pacific Car & Foundry Company), alors principalement active dans la construction de trains et de wagons, et qui désirait augmenter sa part de marché dans la construction de camions après le rachat de Kenworth en 1945.

## Centres de production et localisation
Peterbilt possède différentes usines à Melbourne en Australie (ouverte en 1966), Madison, au Tennessee, (depuis 1969) à Denton, (depuis 1980) et à Sainte-Thérèse, Québec. Du début des années 1960 jusqu'au milieu des années 1980, la société était basée dans la baie de San Francisco avec son quartier général à Newark. En 1973 la production monte à 8 000 véhicules. En 1986, le quartier général est transféré à Denton (provoquant la fermeture du site de Newmark qui était ouvert depuis 1960), suivi en 1993 par le département d'ingénierie.

## Principaux modèles
Chez Peterbilt, les numéros de modèle commençaient traditionnellement par un « 2 » pour la transmission à simple essieu tracteur + essieu porteur et avec un « 3 » pour les modèles à double essieu tracteur. Peterbilt a éliminé cette distinction à la fin des années 1970.
En 1950, un camion à cabine avancée fut introduit, le modèle 280/350, et produit jusqu'en 1956.
En 1954, Peterbilt présente le 281/351 qui sera commercialisé jusqu'en 1976, même si peu ont été faits après environ 1968. Le camion dans le film culte Duel est un Peterbilt 281 des années 1950 auquel un essieu arrière supplémentaire a été ajouté
En 1959, Peterbilt inaugure le modèle 282/352 COE (Cab Over Engine, un camion à cabine avancée), avec une cabine en aluminium, des choix de moteurs diesel, de Detroit Diesel 8V92TA de 12 litres, de 432 chevaux, et Cummins NTC350 bigcam, de 6 cylindres, de 350 chevaux, des choix de transmissions de 10 à 18 rapports, une suspension pneumatique, de freins à air, disponible avec une cabine couchette de 110 pouces (2,80 mètres), et une cabine de jour, en configuration de 6 × 4, en porteur de plus de 14,9 tonnes de PTAC, et en tracteur routier de 38 tonnes de PTRA ou plus selon les États américains.
En 1974, la firme produisit le modèle 353, un camion pour les chantiers, avec un moteur diesel Cummins NTC350, de 6 cylindres, de 350 chevaux, une transmission manuelle Fuller RTO9513 à 13 rapports, de freins à air, une suspension avant avec ressorts multilames et amortisseur hydraulique, et pneumatique à l'arrière, en configuration de 6 × 4, en porteur de 14,9 tonnes de PTAC et en tracteur avec remorque de 38 tonnes de PTRA ou plus selon les États américains.
En 1981, l'entreprise remplace le 352COE, par le modèle 362, avec des choix de moteurs diesels de Caterpillar, Cummins ou Detroit Diesel, de 6 cylindres, de 350  à   450 chevaux, des choix de transmission manuelles Fuller de 9 à 18 rapports, une suspension pneumatique, de freins à air Eaton avec ABS, et de 3 dimensions de cabines avec couchette de 63 (de jour), 90, et 110 pouces (1,60, 2,30, et 2,80 mètres). En porteur de plus de 14,9 tonnes de PTAC, et en tracteur de 38 tonnes de PTRA ou plus selon les États Américains.
En 1984, Peterbilt introduit la gamme 349, pour les chantiers, avec deux essieux directeurs, dont un relevable.
En 1986, pour succéder au modèle 359, la firme inaugure le modèle 379, un camion à long capot, avec des filtre à air extérieur, des tuyaux d'échappements en hauteur à côté des portes, des phares avant non intégrés aux ailes, une cabine couchette de 0,91 à 1,60 mètre de long, avec un ou deux lits, des choix de moteurs diesel de Caterpillar, Cummins, ou Detroit Diesel, de 6 cylindres, de 350  à   550 chevaux, des choix de transmissions de 10 à 18 rapports, des freins à air Eaton avec ABS, une suspension pneumatique, en configuration de 6 × 4, en porteur de 14,9 tonnes de PTAC et en tracteur de 38 tonnes de PTRA ou plus selon les États américains. Et un autre camion de chantier fut développé, le modèle 357, avec des choix de moteurs diesel de Cummins ou Caterpillar, de 6 cylindres, de 350, 460, et 550 chevaux, une transmission RT13710B à 10 rapports, une suspension Hendrickson (en), des freins à air Eaton avec ABS, en configuration de 6 × 4, 8 × 4 et 10 × 4, en porteur de 35 tonnes et plus de PTAC.
En 1987, Peterbilt produisit le modèle 320, à cabine avancée surbaissée et destiné pour les livraisons urbaines et les services municipaux. En 1988, c'est le modèle 372, un camion à cabine avancée, avec un toit surélevé qui fut introduit, mais ce véhicule ne rencontra pas le succès commercial espéré.
En 1990, l'entreprise inaugure le modèle 385, avec un moteur diesel Caterpillar de 6 cylindres, de 305 à 370 chevaux, une transmission manuelle Fuller RT1370B à 10 rapports, une suspension pneumatique, des freins à air Eaton avec ABS, en configuration de 6x4, en cabine de jour et aussi avec une couchette, en porteur de plus de 14,9 tonnes de PTAC, et en tracteur de 38 tonnes de PTRA ou plus selon les États américains.
Gamme complète depuis 2007
- classe 6 (cabine avancé) modèles 210 et 220.
- classe 6 (cabine conventionnelle) modèle 325.
- classe 7 (cabine conventionnelle) modèles 330, 335 et 340.
- classe 8 (cabine conventionnelle construction) modèles 365 et 367.
- classe 8 (cabine conventionnelle aérodynamique) modèles 384, 386 et 387.
- classe 8 (cabine conventionnelle classique) modèles 388 et 389.
- 377.
- 378.
- 379, 379 extended hood, 379X Limited edition.
- 387.
- Depuis 2007 les modèles 388 et 389 remplacent les 378 et 379.